# Trauma (Fernsehserie)
Trauma ist eine US-amerikanische Fernsehserie, die von 2009 bis 2010 von den Universal Media Studios produziert wurde.

## Handlung
Der Zuschauer begleitet mehrere Teams der Rettungskräfte, unter anderem auf Rettungswagen und -helikoptern. Neben den Primäreinsätzen der EMT-Paramedics zeigt die Serie auch das private Leben der einzelnen Charaktere und die Verarbeitung der Erlebnisse aus dem beruflichen Alltag.
Handlungsausgangspunkt ist der erste Jahrestag eines Unfalles, bei dem ein Rettungshelikopter und ein anderer Hubschrauber nach Aufnahme eines Patienten kollidieren, was bis auf den Paramedic des Rettungshelikopters niemand überlebt. An besagtem Jahrestag tritt der Paramedic seinen Dienst wieder an.
Durch den Unfall, der den Tod eines Paramedic und schwere Verletzungen des anderen bedeuteten, verändern sich die Hauptcharaktere. Der Überlebende, Palchuck, wird zu einem selbstzerstörerischen Adrenalin-Junkie, Boone wandelt sich vom ruhigen Familienvater zum herumstreunenden Schürzenjäger und Carnahan, deren Liebhaber in Rettungshelikopter starb, hat mit Schlafproblemen zu kämpfen. Handlungsschauplätze der Serie die Straßen und Krankenhäuser von San Francisco sowie der Luftraum über der Stadt.

## Produktion
Einen Monat nach US-Start gab NBC bekannt, dass keine weiteren Episoden über die bereits bestellten 13 mehr produziert werden. Am 19. November 2009 widerlegte NBC sein Statement und bestellte 3 weitere Episoden. Aufgrund der schlechten Einschaltquoten der Jay Leno Show gab NBC die Produktion von vier weiteren Episoden bekannt.
Anfang April 2010 kürzte NBC die Episodenanzahl auf 18 zurück. Am 14. Mai 2010 berichtete der The Hollywood Reporter, dass NBC die Serie abgesetzt hat.

## Besetzung
- Derek Luke als Cameron Boone
- Anastasia Griffith als Nancy Carnahan
- Aimee Garcia als Marisa Benez
- Kevin Rankin als Tyler Briggs
- Taylor Kinney als Glenn Morris
- Jamey Sheridan als Dr. Joseph Saviano
- Cliff Curtis als Reuben „Rabbit“ Palchuck
- Scottie Thompson als Dr. Diana Van Dine

## Ausstrahlung und Reichweite
In den USA wurden die ersten zehn Folgen vom 28. September bis zum 30. November 2010 auf NBC ausgestrahlt. Die Pilotfolge wurde von 6,7 Millionen Zuschauern gesehen und erreichte damit ein Rating von 2,5 in der wichtigen 18- bis 49-jährigen Zielgruppe. Die restlichen acht Folgen liefen vom 8. März bis zum 26. April 2010 als Lückenfüller für die gescheiterte Jay Leno Show.

### International
In Schweden startete die Serie am 14. Dezember 2009 auf dem Sender TV3, in Polen am 1. April 2010 auf Canal+, in Frankreich am 25. April 2010 auf TF1, in Italien am 15. Mai 2010 auf Steel und in Kroatien am 27. Juni 2011 auf RTL Televizija.

## Episodenliste
| Nr. | Deutscher Titel | Originaltitel     | Erstausstrahlung USA | Deutschsprachige Erstausstrahlung (—) | Regie               | Drehbuch                               |
| --- | --------------- | ----------------- | -------------------- | ------------------------------------- | ------------------- | -------------------------------------- |
| 1   | —               | Pilot             | 28. Sep. 2009        | —                                     | Jeffrey Reiner      | Dario Scardapane                       |
| 2   | —               | All’s Fair        | 5. Okt. 2009         | —                                     | Jeffrey Reiner      | Dario Scardapane                       |
| 3   | —               | Bad Day at Work   | 12. Okt. 2009        | —                                     | Jeffrey Reiner      | Peter Noah                             |
| 4   | —               | Stuck             | 19. Okt. 2009        | —                                     | Christopher Misiano | Bruce Rasmussen                        |
| 5   | —               | Masquerade        | 26. Okt. 2009        | —                                     | Jean de Segonzac    | David Schulner                         |
| 6   | —               | Home Court        | 2. Nov. 2009         | —                                     | Norberto Barba      | David Schulner                         |
| 7   | —               | That Fragile Hour | 9. Nov. 2009         | —                                     | Alex Zakrzewski     | Bruce Rasmussen                        |
| 8   | —               | M’Aidez           | 16. Nov. 2009        | —                                     | John Behring        | Janet Tamaro                           |
| 9   | —               | Thank You         | 23. Nov. 2009        | —                                     | Eric Laneuville     | Peter Noah                             |
| 10  | —               | Blue Balloon      | 30. Nov. 2009        | —                                     | Steve Shill         | Randy Huggins                          |
| 11  | —               | Tunnel Vision     | 8. März 2010         | —                                     | Darnell Martin      | Janet Tamaro                           |
| 12  | —               | Protocol          | 15. März 2010        | —                                     | Jeffrey Reiner      | Y. Shireen Razack                      |
| 13  | —               | 13                | 22. März 2010        | —                                     | Jeffrey Reiner      | Dario Scardapane                       |
| 14  | —               | Targets           | 29. März 2010        | —                                     | John Badham         | David Schulner                         |
| 15  | —               | Scope of Practice | 5. Apr. 2010         | —                                     | Michael Waxman      | Randy Huggins                          |
| 16  | —               | Frequent Fliers   | 12. Apr. 2010        | —                                     | Michael Waxman      | David Schulner                         |
| 17  | —               | Sweet Jane        | 19. Apr. 2010        | —                                     | Colin Bucksey       | Dario Scardapane                       |
| 18  | —               | Crossed Wires     | 26. Apr. 2010        | —                                     | Michael Nankin      | Y. Shireen Razack & Shannon Rutherford |

## Rezeption
“It’s entirely possible that these people and their problems will become more interesting as the series goes along, but you can’t tell from the pilot; at this point they’re still constructs more than real characters.”

„Es ist natürlich möglich, dass diese Leute und ihre Probleme im Laufe der Serie interessanter werden, was jetzt aber noch nicht gesagt werden kann; zurzeit sind sie mehr Konstrukte als echte Charaktere“